# SER Caxias do Sul
SER Caxias do Sul is een Braziliaanse voetbalclub uit Caxias do Sul in de staat Rio Grande do Sul. 

## Geschiedenis
De club werd op 10 april 1935 opgericht als  Grêmio Esportivo Flamengo na een fusie tussen Ruy Barbosa en Rio Branco. Door financiële problemen fuseerde de club in 1971 met EC Juventude dat ook met problemen te kampen had. De nieuwe fusieclub werd Associação Caxias de Futebol. In 1975 splitste Juventude zich echter terug af van de club. De club bleef niet verder spelen onder de fusienaam en nam ook niet opnieuw de oude naam Grêmio aan maar koos voor SER Caxias do Sul. In 2000 won de club het staatskampioenschap. In 2015 degradeerde de club uit de Série C. In 2019 kwam de club dicht bij een promotie naar de Série C, toen ze de kwartfinale bereikten, maar daar verloren ze van Manaus. Ook in 2021 bereikte de club de kwartfinale en verloor daar van ABC. In 2023 bereikte de club wel de halve finale, waarin ze verloren van Ferroviário, maar zo wel de promotie afdwongen. 

## Erelijst
Campeonato Gaúcho
2000